# Wieczny student
Wieczny student (ang. Van Wilder) – niemiecko-amerykańska komedia romantyczna z 2002 w reżyserii Walta Beckera.
Film kręcono w Los Angeles i Vancouver.

## Opis fabuły
Van Wilder (Ryan Reynolds) to wieczny student, człowiek, dla którego mały uniwersytecki światek jest wszystkim – polem zmagań życiowych, romansów, przyjaźni itp. Kiedy rozczarowany ojciec cofa pieniądze na życie, bohater zmuszony ratować swój styl życia postanawia wykorzystać drzemiącą w nim przedsiębiorczość. Zarabia na swoje czesne organizując świetne imprezy. Przez swój urok osobisty jest najbardziej lubianym i popularnym studentem na uniwersytecie.

## Obsada
- Ryan Reynolds jako Van Wilder
- Tara Reid jako Gwen Pearson
- Tim Matheson jako Vance Wilder Sr.
- Kal Penn jako Taj Mahal Badalandabad
- Teck Holmes jako Hutch
- Daniel Cosgrove jako Richard Bagg
- Deon Richmond jako Mini Cochran
- Alex Burns jako Gordon
- Emily Rutherfurd jako Jeannie
- Paul Gleason jako profesor Ted McDougal
- Curtis Armstrong jako policjant w kampusie
- Chris Owen jako Timmy
- Sophia Bush jako Sally
- Simon Helberg jako Vernon
- Quentin Richardson jako Q
- Michael Olowokandi jako Leron
- Darius Miles jako Darius
- Erik Estrada jako on sam
- Erik Audé jako student sztuki samoobrony
- Aaron Paul jako zmordowany facet
- Edie McClurg jako przewodnik po miasteczku uniwersyteckim
- Tom Everett Scott jako Elliot Grebb (niewymieniony w czołówce)
- Walt Becker jako strażak (niewymieniony w czołówce)
- Jesse Capelli jako Desiree

## Nagrody i nominacje[1]
MTV Movie Awards
- Nominacja w 2003 do Złotego Popcornu w kategorii Przełomowa rola męska (Ryan Reynolds).

Nagroda Satelita
- Nominacja w 2003 do Złotej Satelity w kategorii Najlepsza piosenka (Girl On The Roof, wyk. David Mead).